# Crotalaria peschiana
Crotalaria peschiana är en ärtväxtart som beskrevs av Paul Auguste Duvigneaud och Timp.. Crotalaria peschiana ingår i släktet sunnhampor, och familjen ärtväxter. Inga underarter finns listade i Catalogue of Life.